# پوینت پلیس (لوئیزیانا)
پوینت پلیس (به انگلیسی: Point Place) یک منطقهٔ مسکونی در ایالات متحده آمریکا است که در پریش ناچیتوکس، لوئیزیانا واقع شده‌است. پوینت پلیس ۲٫۷۵ کیلومتر مربع مساحت و ۴۰۰ نفر جمعیت دارد و ۳۵ متر بالاتر از سطح دریا واقع شده‌است.